# Ilha Smith

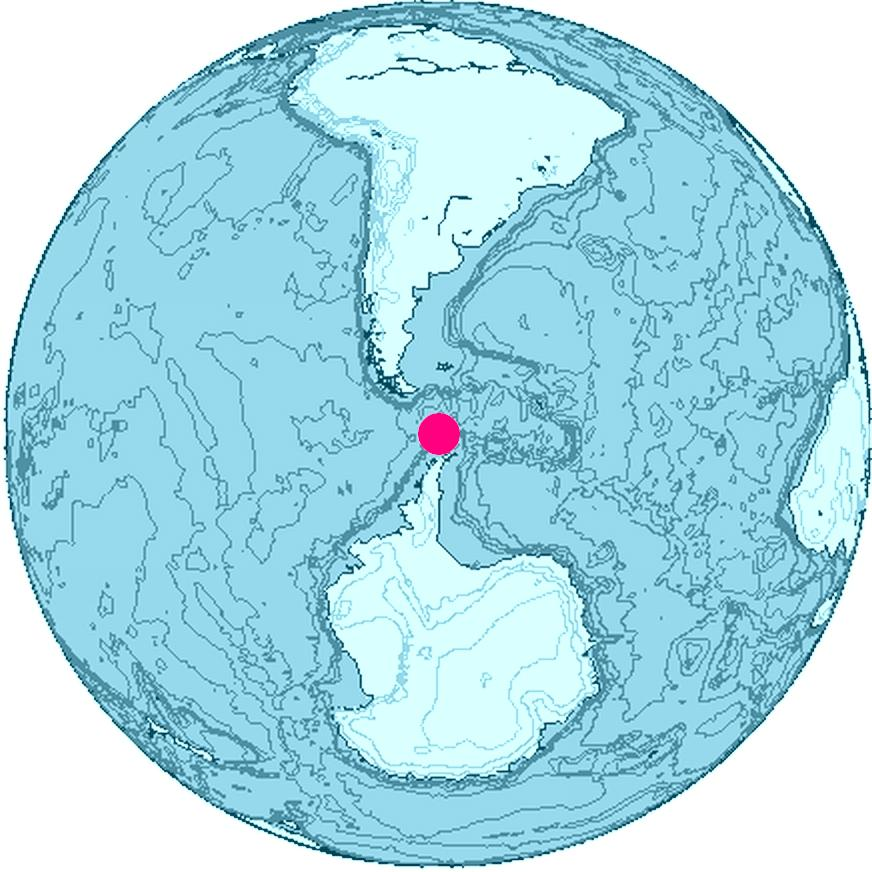
Localização da ilha Smith

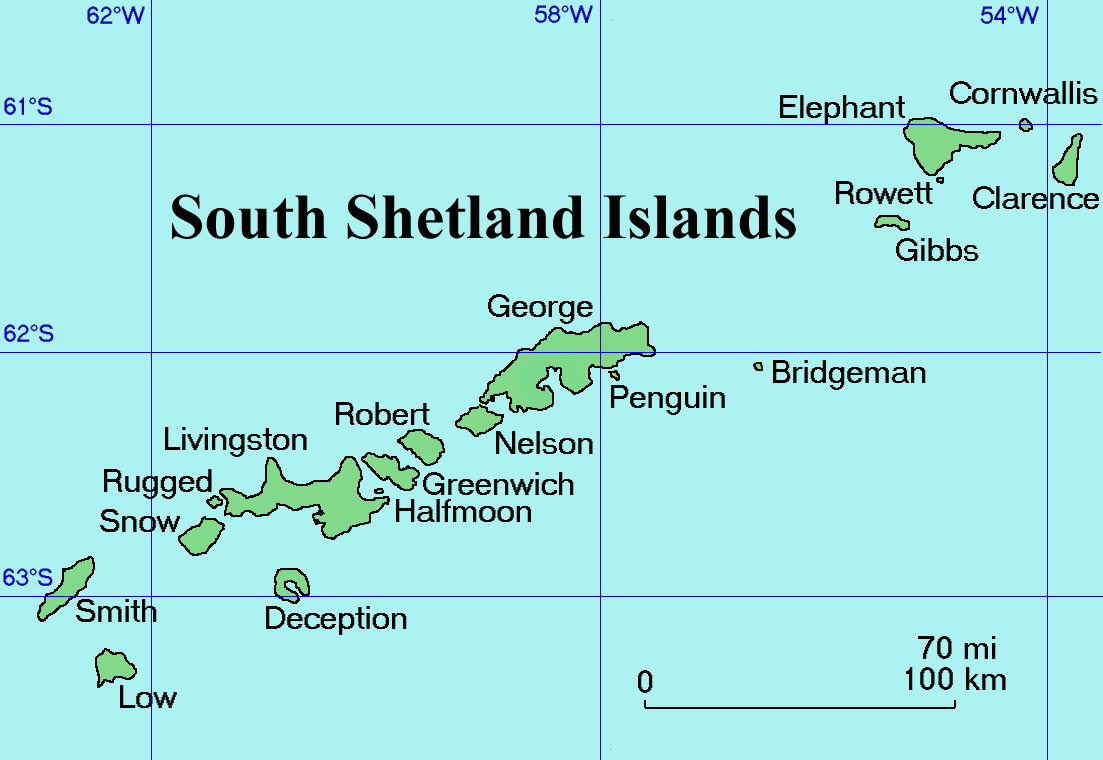
Ilhas Shetland do Sul

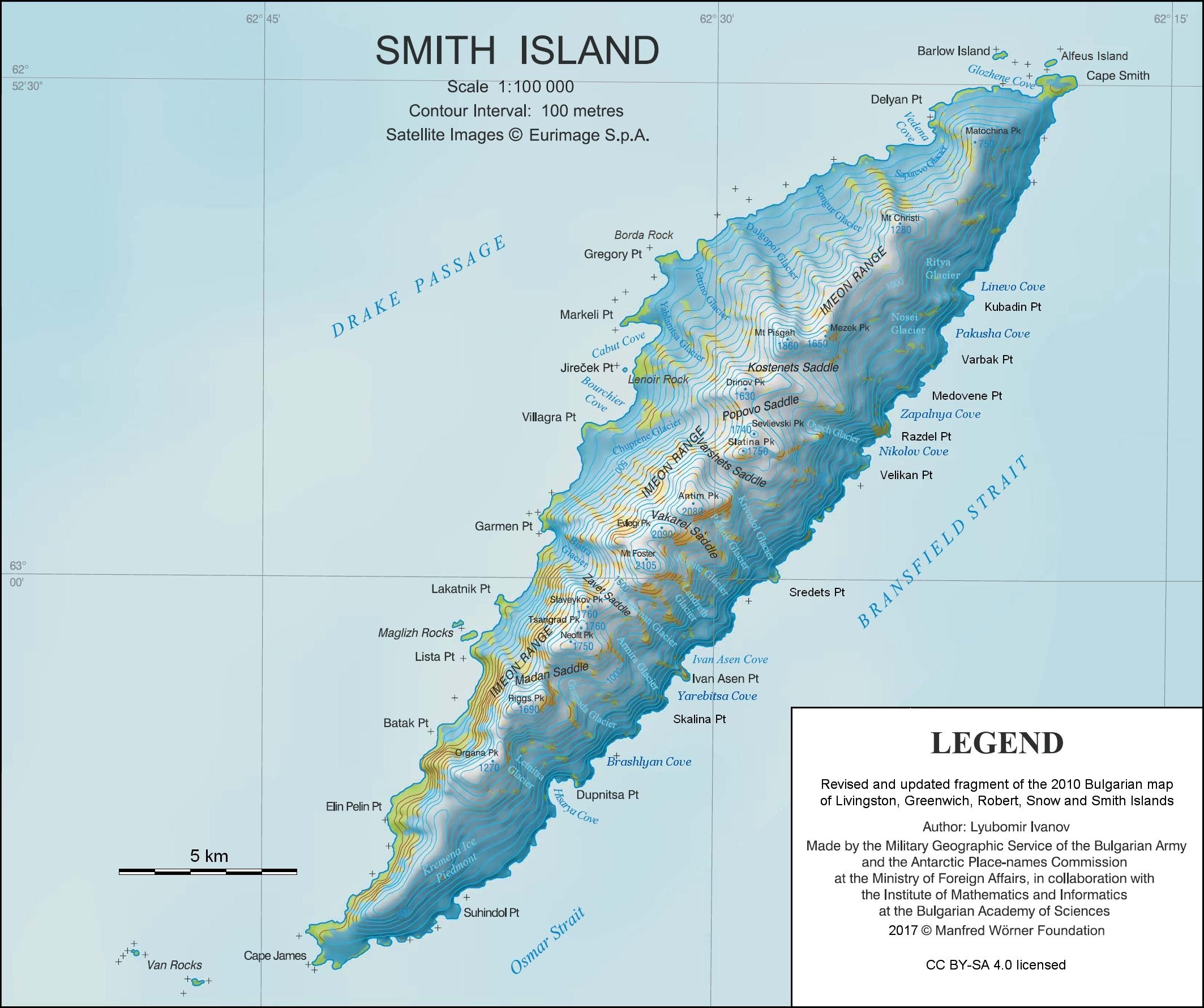
Topographic map of Smith Island.

A ilha Smith (63° 00′ S, 62° 30′ O) é uma ilha de 29 km de comprimento por 8 km de largura, situando-se a 72 km a oeste da ilha Decepção, no arquipélago das ilhas Shetland do Sul. A descoberta da ilha foi anunciada em 1819 pelo capitão William Smith, e foi batizada com o seu nome. Desde 1820 é conhecida pelos caçadores de focas americanos e britânicos, e seu nome, Smith, é internacionalmente estabelecido há mais de 100 anos.

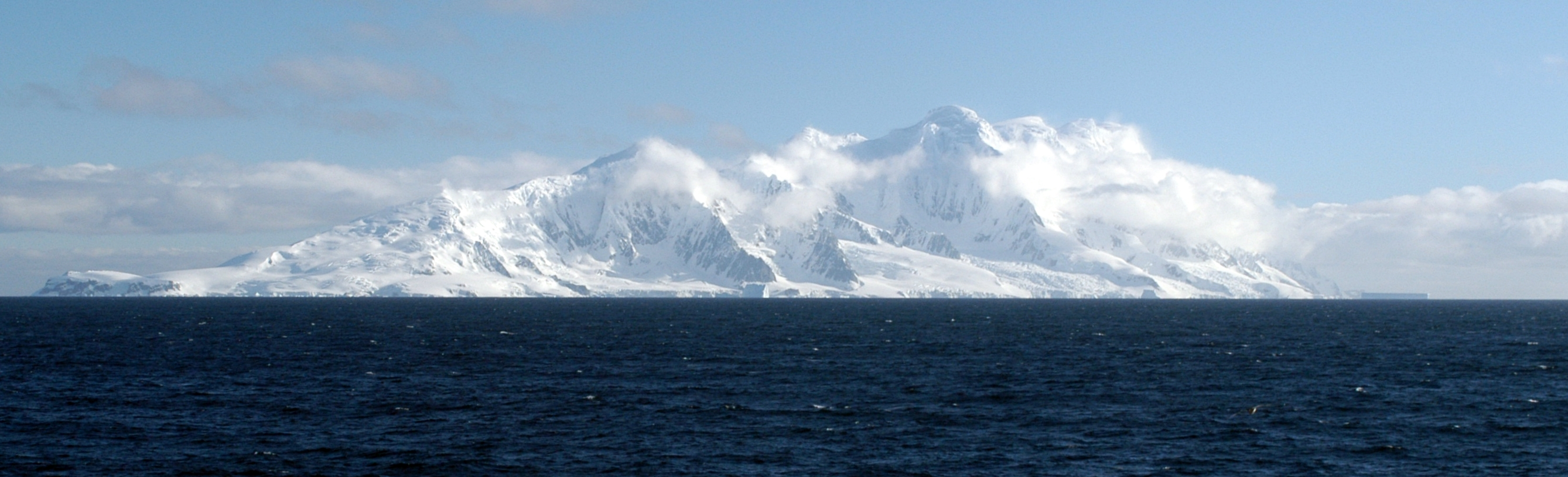
Ilha Smith vista do sudeste

## Mapa
- L.L. Ivanov. Antarctica: Livingston Island and Greenwich, Robert, Snow and Smith Islands. Scale 1:120000 topographic map.  Troyan: Manfred Wörner Foundation, 2009.  ISBN 978-954-92032-6-4